# Laigny
Laigny es una comuna francesa situada en el departamento de Aisne, de la región de Alta Francia.

## Geografía
Está ubicada a 5 km al noroeste de Vervins.

## Demografía
| 311 | 287 | 247 | 249 | 258 | 221 | 218 | 201 |
| Para los censos de 1962 a 1999 la población legal corresponde a la población sin duplicidades (Fuente: INSEE [Consultar]) |     |     |     |     |     |     |     |